# Val sans retour
Vous lisez un « article de qualité » labellisé en 2014.
Le Val sans retour, Val périlleux ou encore Val des faux amants, est un lieu légendaire du cycle arthurien en forêt de Brocéliande, ainsi qu'un site renommé de centre-Bretagne, dans la forêt nommée administrativement forêt de Paimpont. La légende qui y est attachée, racontée dans le Lancelot-Graal (début du XIIIe siècle), circulait oralement avant la fin du XIIe siècle. La fée Morgane vit une déception amoureuse avec le chevalier Guyomard (ou Guiomar, Guyamor), qui la repousse à l'instigation de la reine Guenièvre. Elle étudie la magie avec Merlin puis, en représailles, crée le Val sans retour dans la forêt de Brocéliande pour y enfermer les « faux amants », des chevaliers infidèles en amour. Après dix-sept ans, Morgane est déjouée par Lancelot du Lac, resté fidèle à Guenièvre, qui libère 253 chevaliers. Ce récit constitue la plus éclatante action de Morgane contre la chevalerie arthurienne, et une inversion des rôles masculins et féminins tels qu'ils sont conçus dans la littérature médiévale.
Le Val sans retour est pour la première fois localisé en Bretagne par Creuzé de Lesser en 1812. Le poète est aussi le premier à le placer en Brocéliande, même si pour l'auteur cette forêt se trouve près de Quintin. Il est alors rapidement identifié au val de la Marette près de Paimpont, en Bretagne, vers 1820, par Blanchard de la Musse. La localisation change en 1850 pour le val de Rauco et s'y fixe grâce à Félix Bellamy. Au fil du siècle suivant, ce Val devient l'un des principaux lieux visitables liés aux légendes arthuriennes. L'entrée s'effectue à proximité du bourg de Tréhorenteuc dans le Morbihan. Ravagé par des incendies puis remis en état, le Val sans retour se fait connaître grâce à l'abbé Gillard. Il compte différents points d’intérêt dont l'Arbre d'Or et le miroir aux fées dans sa vallée, l'hotié de Viviane et le siège de Merlin sur ses crêtes. Il attire chaque année de nombreux visiteurs, touristes, néodruides ou passionnés de la légende arthurienne.

## Dans la littérature arthurienne
Le Val sans retour est un lieu enchanté créé par la fée Morgane, dont parlent les romans médiévaux de la légende arthurienne. Il appartient aux « merveilles » de ces romans. Les récits de la légende arthurienne ayant circulé oralement, il est très probable que l'épisode du Val sans retour soit connu avant la fin du XIIe siècle. La plupart des éléments proviennent du Lancelot-Graal, mais quelques indices le préfigurent dans le roman d’Érec et Énide, attribué à Chrétien de Troyes.

### Dans leLancelot-Graal

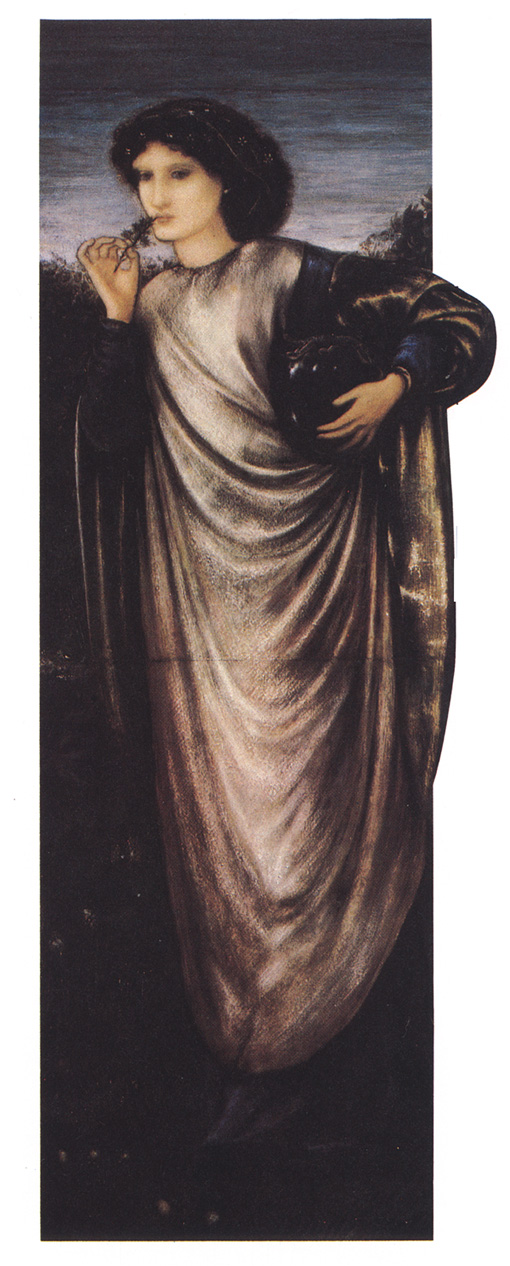
La fée Morgane, enchanteresse à l'origine de la création du Val sans retour, vue par Edward Burne-Jones.

Selon le Lancelot-Graal, compilation anonyme de textes arthuriens du XIIIe siècle, les raisons de la création du Val sans retour proviennent de la courte aventure amoureuse entre Morgue (la fée Morgane) et le chevalier Guyamor (ou Guiomar, Guiamor, Guyomard), neveu de la reine Guenièvre. La reine pousse le jeune homme à repousser Morgue, jugée trop « chaude et loxoriose » (chaude et luxurieuse). Il accepte, convaincu que ses sentiments pour Morgue ne sont pas aussi forts que ceux qu'elle ressent pour lui. Elle quitte la cour d'Arthur et rejoint l'enchanteur Merlin pour apprendre la magie, nourrissant une jalousie féroce envers Guenièvre et les chevaliers de la Table Ronde.
Riche de son savoir, la fée Morgane crée le Val sans retour en forêt de Brocéliande grâce à ses sortilèges, pour se venger en y enfermant les amants infidèles (qu'elle nomme les « faux amants ») entre des murs invisibles faits d'air :
« Chieus vaus, ce dist li contes tout avant, estoit apielés li Vaus sans Retour et li Vaus as Faus Amans. Li Vaus sans Retor avoit il non pour chou ke nus cevaliers n’en retournoit, et si avoit non li Vaus as Faus Amans pour chou ke tout li chevalier i remanoient ki avoient faussé viers leur amies de quel mesfait ke che fust, neïs de penssé. »
— Anonyme
        
« Ce val, dit tout d’abord le conte, était appelé à la fois le Val sans Retour et le Val aux Faux Amants : le Val sans Retour parce qu’aucun chevalier n’en revenait, et aussi le Val aux Faux Amants parce qu’y étaient retenus tous les chevaliers qui avaient été infidèles à leurs amies, cette faute n’eût-elle été commise qu’en pensée. »
Le Livre d'Artus précise qu'elle le crée spécialement pour son ancien amant Guyomard : elle le surprend aux bras d'une autre, et le condamne à ne jamais plus quitter le Val, de même que tous ceux qui y entreront après lui. La jeune femme qui l'accompagne est maudite par Morgane, qui la condamne à ressentir le froid de la glace des pieds à la ceinture, et le feu d'un brasier de la ceinture à la tête. La fée se réserve la possibilité d'annuler son sortilège si un chevalier irréprochable se présente. Elle place à l'entrée du Val une indication, expliquant clairement que seul un chevalier capable de surmonter l'épreuve du Val pourra délivrer Gauvain, prisonnier de Carados à la Douloureuse Tour. De nombreux chevaliers tentent l'épreuve.
Personne ne parvient à briser l'enchantement et ces hommes errent dans le Val, à jamais perdus au regard du monde extérieur. Ils restent libres de se voir, de se parler, de jouer ou de danser car Morgane subvient à tous leurs besoins. Le chevalier Galescalain entend parler du Val et de la Douloureuse Tour pendant une nuit chez un vavasseur. Il s'y rend, mais se retrouve lui aussi incapable d'en sortir. Yvain, un autre chevalier d'Arthur, est à son tour emprisonné par Morgane. Finalement, Lancelot du Lac en entend parler et s'y rend pour secourir une jeune femme dont l'amant n'est jamais rentré. Il suit le « chemin du Diable », vainc un dragon, traverse une rivière gardée par deux chevaliers et rencontre Morgane. Vaguement amoureuse de lui,, la fée Morgane lui tend des pièges et le séquestre en lui passant un anneau au doigt pour l'endormir. La fidélité absolue de Lancelot envers Guenièvre lui permet de triompher des enchantements et de lever la malédiction du Val sans retour. Dix-sept ans après le maléfice jeté par la fée Morgane, il libère ainsi les 253 chevaliers infidèles qui y étaient enfermés,. Tous se rassemblent chez Keu d'Estraus, dans la joie générale.

### DansÉrec et Énide
Ce roman de Chrétien de Troyes écrit vers 1160-1164 compte quelques éléments qui pourraient avoir inspiré l'histoire du Val sans retour. Vers la fin, dans le passage intitulé La Joie de la Cort (la joie de la Cour) et pour honorer la promesse faite à sa femme, le chevalier Maboagrain doit rester enfermé dans un jardin enchanté et combattre tous les opposants qui se présentent, jusqu'à être vaincu. Les murs de ce jardin sont hérissés de piques. L'intention de la femme est clairement de garder le chevalier « pour elle » à jamais. Érec parvient à le vaincre. Le sort de Maboagrain représente un cas où une femme réduit la liberté de mouvement d'un chevalier, comme dans le récit du Val sans retour.
Dans un manuscrit tardif de ce même roman, il est fait mention d'un « Val périlleux » et d'un chevalier nommé « Guigomar », qui serait un ami de Morgain la fée et le frère de Graislemier de Fine Posterne, seigneur de l'île d'Avalon. Il s'agit vraisemblablement d'un ajout de copiste connaissant par ailleurs le récit du Lancelot-Graal, et non d'une version originale de Chrétien de Troyes lui-même. Selon Jean Frappier, le nom de « Val périlleux » est probablement une création par réminiscence des noms de « Val sans retour » et de « Val des faux amants ». La voie qui mène au Val des faux amants est d'ailleurs qualifiée de « périlleuse » dans le Lancelot-Graal.

### Analyse et symbolique
Le Val est conçu par Morgane pour « séquestrer les amants qui ont « faussé » leur amour ». L'épisode du Val sans retour représente au sein de la littérature arthurienne une « prise de pouvoir par les femmes » et un « monde à l'envers », d'après Laurence Harf-Lancner. Les femmes des romans de chevalerie sont d'ordinaire cantonnées entre les murs de leur château, pendant que les chevaliers agissent, partent à l'aventure et peuvent les tromper. Dans le Val, ce sont les hommes qui sont emprisonnés entre des murs invisibles, punis de leur infidélité. Ils y meurent de langueur sans pouvoir agir, à la merci de la fée Morgane et des femmes qu'ils ont trompées. Morgane traite correctement ses prisonniers et subvient à leurs besoins (aucun ne semble en détresse, et une fois libérés, ils gardent le souvenir de ce qu'ils ont vécu). Un parallèle peut être fait avec l'épouse de Bath, qui décrit finalement dans les Contes de Canterbury un royaume arthurien dominé par les femmes, où les rôles sont inversés, ou encore avec la légende de Merlin, enfermé dans une grotte ou une prison d'air par la Fée Viviane.
D'après l'analyse de Carolyne Larrington, menée dans le cadre des études de genre, ce Val reflète aussi, en tant que création de Morgane, une part importante de la personnalité de la fée (en quelque sorte féministe avant l'heure). Son pouvoir, concentré dans son savoir magique, lui permet de retourner une situation que les femmes n'auraient pas la possibilité de changer (par leurs demandes ou leurs paroles) en temps ordinaire. La création du Val représente l'action magique la plus spectaculaire et la plus provocatrice de Morgane, qui met en déroute des centaines de chevaliers arthuriens. Elle illustre aussi une probable tension dans les rapports hommes-femmes au sein de la société du temps : dans les œuvres littéraires, le chevalier n'est rien sans l'amour d'une femme, souvent réduite au rôle d'objet. Cependant, les attentes d'une femme de l'époque vont au-delà du simple fait de voir son époux « lui dédier ses exploits chevaleresques ».
Selon Alexandre Micha, l'influence du Val sans retour est symétrique à celle que provoque l'amour lui-même : les personnes prisonnières sont condamnées à y tourner sans jamais retrouver la sortie, tout comme l'amour ensorcelle et entraîne dans une ronde enchanteresse, privant de libertés et interdisant l'action.

## En forêt de Paimpont-Brocéliande
Le Val sans retour, également connu sous les noms de « Val des faux amants » et « Val périlleux », est aussi un site de Bretagne, dont la légende locale reprend celle des romans arthuriens. Il fait partie des plus célèbres de la forêt nommée, administrativement, forêt de Paimpont (connue comme la « forêt de Brocéliande »). Le Petit Futé 2011 le compte parmi les 100 plus beaux sites naturels de France, et estime qu'il s'agit du point « le plus mystérieux de la forêt ». Chaque année, particulièrement durant la saison estivale, de nombreux touristes visitent ce val, attirés tant par ses paysages changeants que par les contes et les légendes qui lui sont liés.

Carte du Val sans retour.

### Histoire

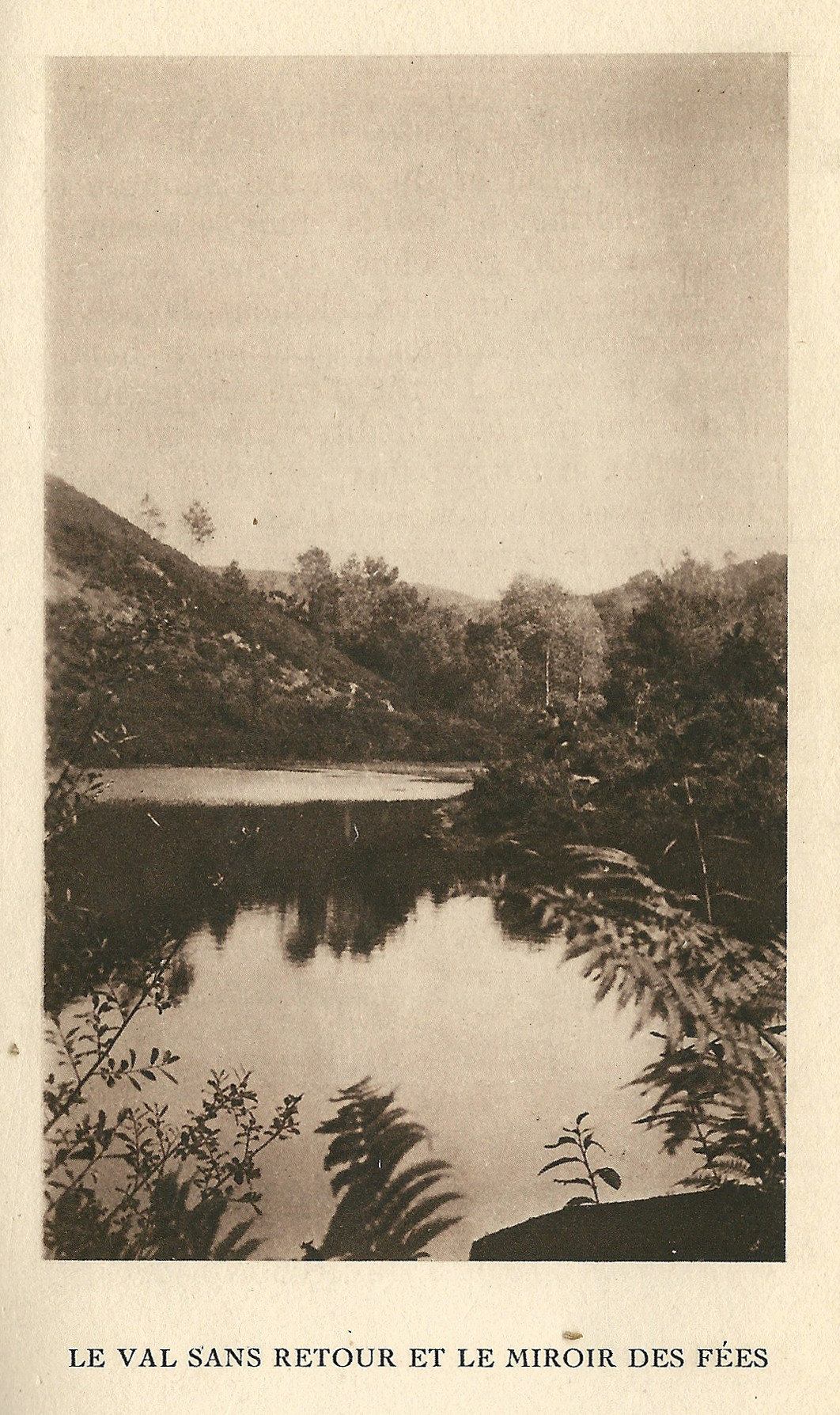
Photo du début du XX présentant le Miroir des fées et le Val sans retour. Publiée dans l'ouvrage de Charles Le Goffic, Brocéliande, en 1932.

L'histoire du Val sans retour a été étudiée en 1896 par Félix Bellamy dans son ouvrage consacré à la forêt de Brocéliande, et par le sociologue Marcel Calvez en 1984. Elle illustre bien les relations étroites qui peuvent se nouer entre légendes et paysages. Le Val sans retour constitue le premier lieu à revendiquer un lien avec les romans de la légende arthurienne. Rien ne le prédisposait à devenir un site de visite incontournable, notamment en raison de sa position éloignée des grands axes routiers et de Paimpont. Durant la majeure partie de son histoire, ce lieu sert de pacage pour les animaux domestiques et d'approvisionnement en litière. Il héberge aussi un moulin à eau, qui reste en activité jusqu'en 1930. L'exode rural entraîne l'abandon de certaines zones habitées en bordure du Val, dont le lieu-dit du Bréholo.

#### XIXesiècle
Le folklore populaire oral des Bretons au XIXe siècle associe les légendes arthuriennes à toute la forêt de Paimpont. Cette forêt est assimilée à la légendaire Brocéliande dès 1467, par la charte des Usemens et Coustumes de la foret de Brecilien. La revendication des sites de la légende arthurienne en Bretagne intérieure remonte toutefois réellement au début du XIXe siècle, sous l'influence de la celtomanie. Le Romantique Auguste Creuzé de Lesser écrit un poème intitulé La Table ronde en 1811, dans lequel il situe la forêt de Brocéliande en Bretagne, près de Quintin. En 1823, Ludovic Chapplain, un membre fondateur de la revue du Lycée Armoricain, défend la localisation du Val légendaire en Bretagne :

« Ne savez-vous pas que c’est dans notre patrie que se trouvent la fontaine de Baranton, la forêt de Brocéliande et le Val-sans-Retour ? »

— Ludovic Chapplain, À Monsieur l’éditeur du Lycée Armoricain
Un an plus tard, l'archéologue amateur Jean-Côme-Damien Poignant et le passionné de poésie François-Gabriel-Ursin Blanchard de la Musse associent les exploits contés par ce poème, La Table ronde, à la vallée de la Marette située à l'est du massif forestier de Paimpont. Ils y placent notamment le tombeau de Merlin, sur la base d'une analogie entre le nom de la rivière Meu et celui du chevalier Méliadus, cité dans ce poème. Blanchard de la Musse fait aussi du château de Comper le "pavillon" de la fée Morgane que le Lancelot-Graal situe dans le Val sans Retour. Goulven Peron explique que c'est par confusion que le château de Comper a fini par être associé à la fée Viviane et remarque que "la bévue aura une conséquence curieuse puisque le lac artificiel de Comper se verra dès lors confier la garde du palais subaquatique de Viviane et deviendra, par extrapolation, le lac où est cachée l'épée Excalibur".
Le site du Val sans retour est déplacé vers l'ouest un peu avant 1850, en raison de l'implantation d'un bâtiment de métallurgie des forges de Paimpont, qui dénature le caractère légendaire de la vallée de la Marette, :

« En place de tours enchantées, de châteaux merveilleux, de prieurés et d'abbayes, de religieux et de dames, [le visiteur] trouvera une usine métallurgique dans laquelle le minerai se transforme non plus sous la baguette d'une fée, mais sous le souffle de puissantes machines, sous le poids d'énormes marteaux que l'industrie, fée de nos jours fait marcher à son gré »

— A. Fouquet, Guide des touristes et des archéologues dans le Morbihan
Cette situation fait de la vallée de la Marette un « anti-lieu légendaire », qui contredit l'image d'une nature préservée. L'importance du paysage est primordiale dans la recherche du lieu de substitution : le val de Rauco, près de Tréhorenteuc. Il n'a plus changé depuis. Des poteaux indicateurs placés durant la seconde moitié du XIXe siècle entérinent sa nouvelle identité. Félix Bellamy en fixe définitivement la topographie légendaire dans les années 1890 :

« Tout ce territoire est extrêmement tourmenté. Les vallons succèdent aux vallons, les rochers, les collines s’entrecroisent et forment une sorte de labyrinthe qui complique singulièrement la marche. Les pentes sont ardues, la forêt, les buissons, les broussailles forment des obstacles que l’on ne franchit pas sans peine. C’est tout cela sans doute qui a donné lieu à cette fable de Val sans Retour dont il est souvent parlé dans les Romans de la Table-Ronde. »

— Félix Bellamy, La forêt de Bréchéliant : la fontaine de Bérenton, quelques lieux d'alentour, les principaux personnages qui s'y rapportent.

#### Actions de l'abbé Gillard

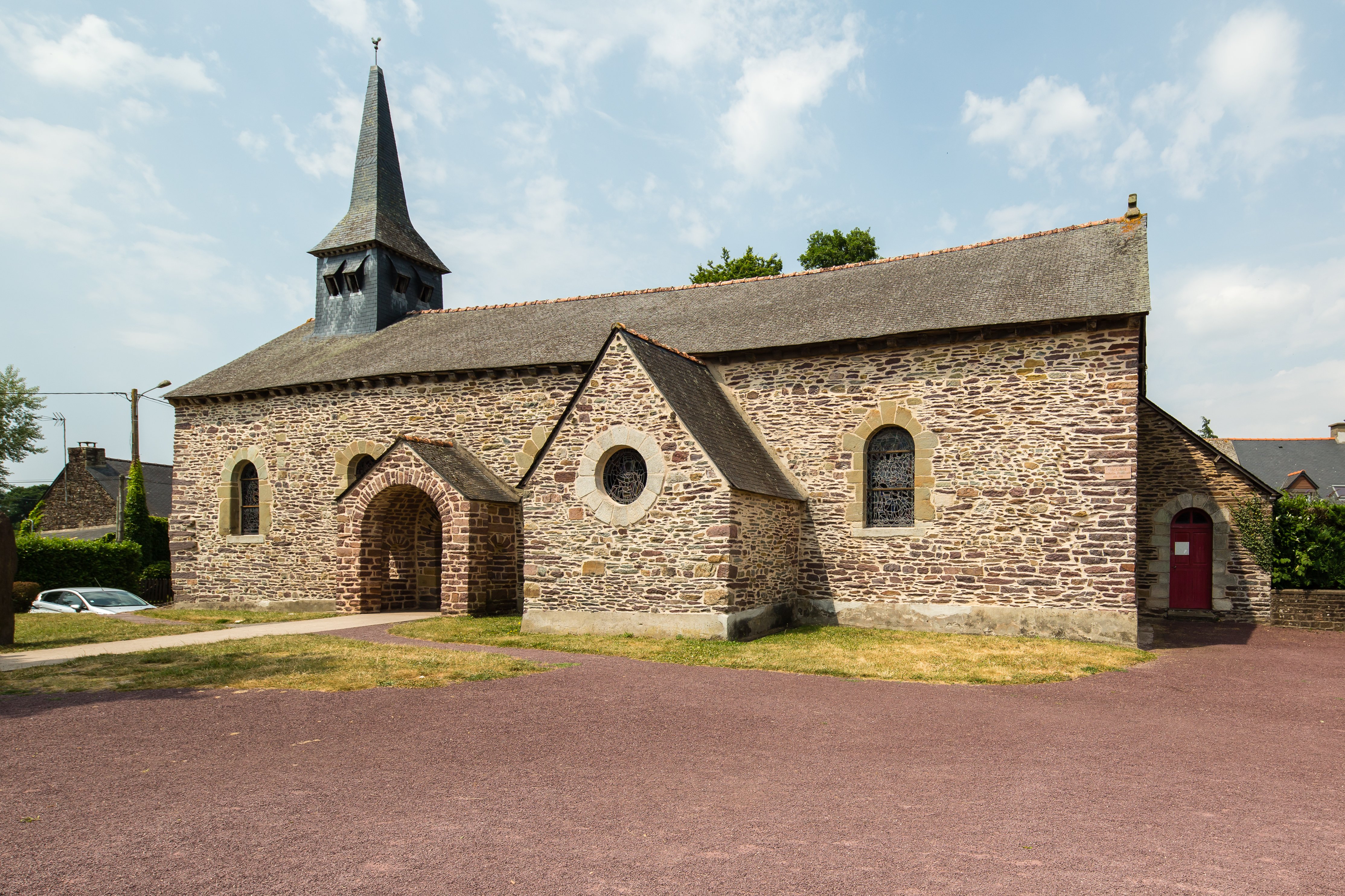
L'Église Sainte-Onenne de Tréhorenteuc, devenue le point de départ des visites du Val sans retour de 1945 à 1963, grâce à l'abbé Gillard.

Différents érudits popularisent le lien du site avec la légende arthurienne au début du XXe siècle. Comme l'explique Jacky Ealet, la fréquentation touristique augmente (et avec elle l'audience de la légende) tandis que les usages agricoles reculent (et avec eux le nombre d'habitants à Tréhorenteuc). De nombreuses cartes postales sont éditées à partir de 1900, présentant le Val comme la retraite de Merlin et de Morgane. Le Val sans retour se fait connaître en raison de son adéquation avec les « stéréotypes de représentation culturelle de la Bretagne ».
Par son action, l'abbé Henri Gillard va populariser la mystique du Val sans retour, notamment à travers sa célèbre expression « la porte est en dedans ». Percevant la beauté du lieu et le potentiel de la légende arthurienne christianisée, dès 1943, il fait éditer à ses frais de petits guides de visite aux « éditions du Val ». Il rencontre Jacques Bertrand, alias Jean Markale, qui devient plus tard son héritier spirituel. Jusqu'en 1947, l'abbé Gillard fait décorer l'église de Tréhorenteuc de scènes rappelant la légende arthurienne, ainsi le Golgotha y prend l'apparence du Val sans retour. L'église est le point de rencontre des visiteurs désireux de connaître les toponymes légendaires de la forêt de Paimpont, accroissant rapidement le nombre des touristes au Val sans retour. En 1950, l'abbé Gillard fait éditer de nouvelles brochures et l'année suivante, le Gorsedd de Bretagne (druides, bardes et ovates de Bretagne) se réunit au Val en attirant un public nombreux. La société internationale arthurienne reconnaît officiellement le site lors de son quatrième congrès, à Rennes en 1954. Les premiers circuits touristiques sont créés dans les années d'après-guerre, des cars partent de Rennes le dimanche pour desservir Tréhorenteuc, d'où l'abbé Gillard se charge de faire visiter le Val sans retour. Il effectue une présentation symbolique et religieuse du lieu, n'hésitant pas à héberger les visiteurs dans son église, comme dans une auberge de jeunesse. L'abbé Gillard passe aussi à la télévision (FR3) et à la radio (Europe 1).

#### Premiers aménagements

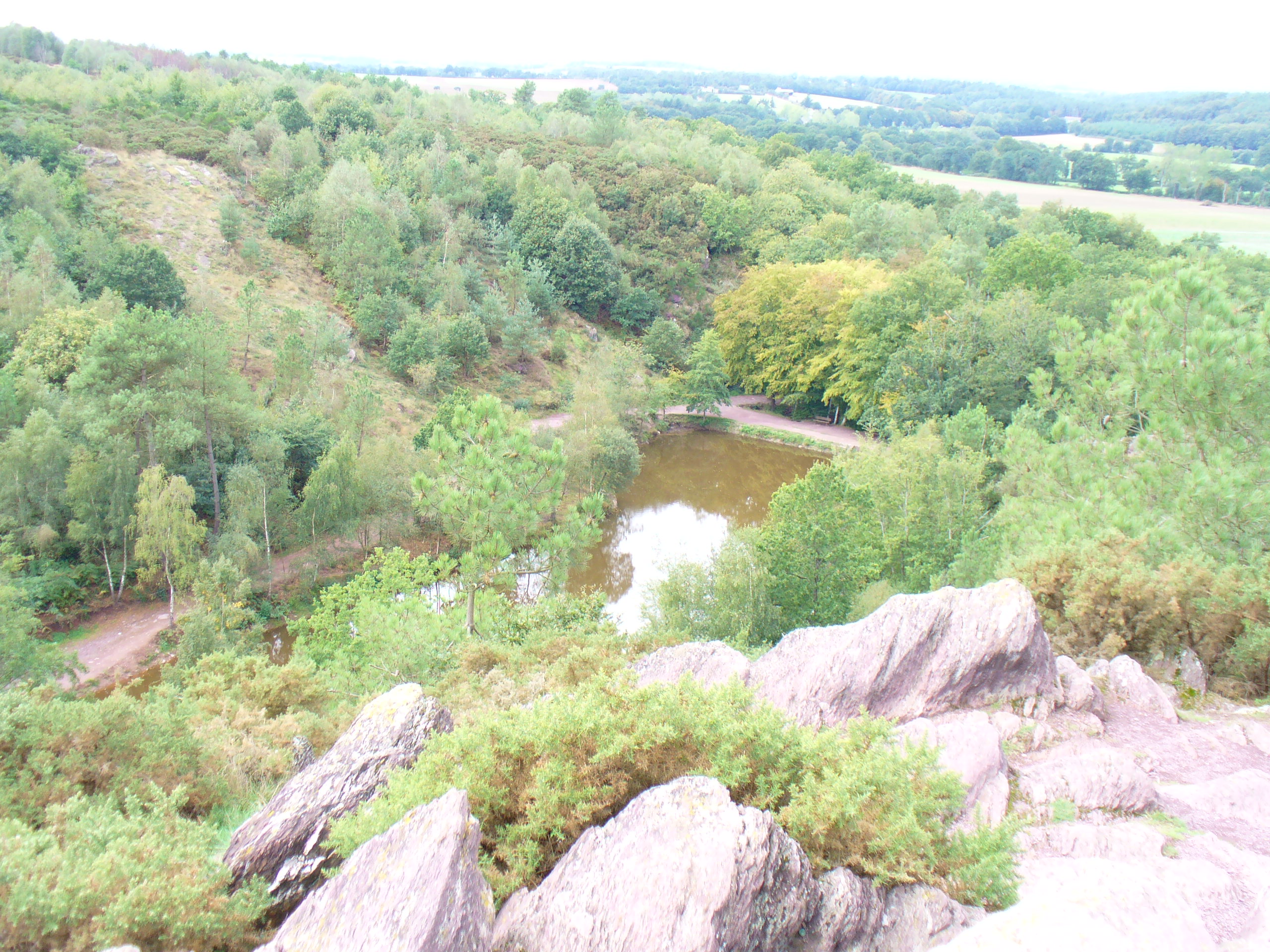
Affleurements de schiste rouge, avec vue sur le miroir aux fées, au fond.

Les habitants locaux ne considèrent pas la mise en valeur du site comme prioritaire, mais différents aménagements voient le jour et favorisent le tourisme : débroussaillage, réfection des routes et remembrement en 1971 et 1972. En 1963 et 1964, le département du Morbihan dissocie la visite du Val de celle de l'église de Tréhorenteuc en créant des équipements touristiques propres, et renomme l'Est du département « Pays de la Table ronde ». L'écrivain Yann Brekilien s'oppose à certains aménagements, notamment la construction d'une route d'accès et d'un parking à l'entrée, arguant que le caractère sauvage du lieu en fait tout l'intérêt. En 1972, le maire de Paimpont crée l’« Office touristique de Brocéliande ». L'abandon de l'usage agricole ayant entraîné la fin du débroussaillage, des incendies ravagent le Val sans retour en 1959, 1967, 1976, 1984 et 1990.

#### Des années 1980 à nos jours
En 1979, le maire et conseiller général de Ploërmel Paul Anselin crée l'« Association pour la sauvegarde du Val sans retour et de son environnement », afin de remettre le site en état après l'incendie de 1976. Les équipements et aménagements valent à Tréhorenteuc d’obtenir en 1980 le label « Station verte de Vacances ». L'association mène différentes actions, dont l'organisation d'un spectacle de Jean Markale en 1984, sur le thème des légendes. L'incendie de 1990 se révèle être un désastre « écologique et patrimonial ». En 1991, l'arbre d'Or est installé à l'entrée du Val sans retour, près du miroir aux fées, pour symboliser la renaissance de la forêt. En novembre 1991 et mars 1992, des milliers d'enfants et de chasseurs nettoient bénévolement la forêt et ses mégalithes abîmés par les flammes. L'action mobilise une grande partie de la population de la région. Pour éviter un nouvel incendie, des débroussaillements annuels sont mis en place, ainsi qu'un programme de reboisement sur cinq ans et des reconstitutions des sols. Un accès est créé pour les pompiers. Au début du XXIe siècle, le Val sans retour est devenu le site le plus visité en forêt de Paimpont-Brocéliande. Le site n'accueille pas que des touristes, puisque les néodruides de Bretagne s'y rendent régulièrement.
Le 12 août 2022, un nouvel incendie se déclare près du site ; cependant les pompiers parviennent majoritairement à le contenir hors du Val, qui fait l'objet d'une attention particulière,.

### Description
« Les korrigans et les elfes, déguisés en oiseaux, volent au-dessus des Miroirs des Fées, vers l'« hostié » de Viviane, dans le Val sans Retour ».

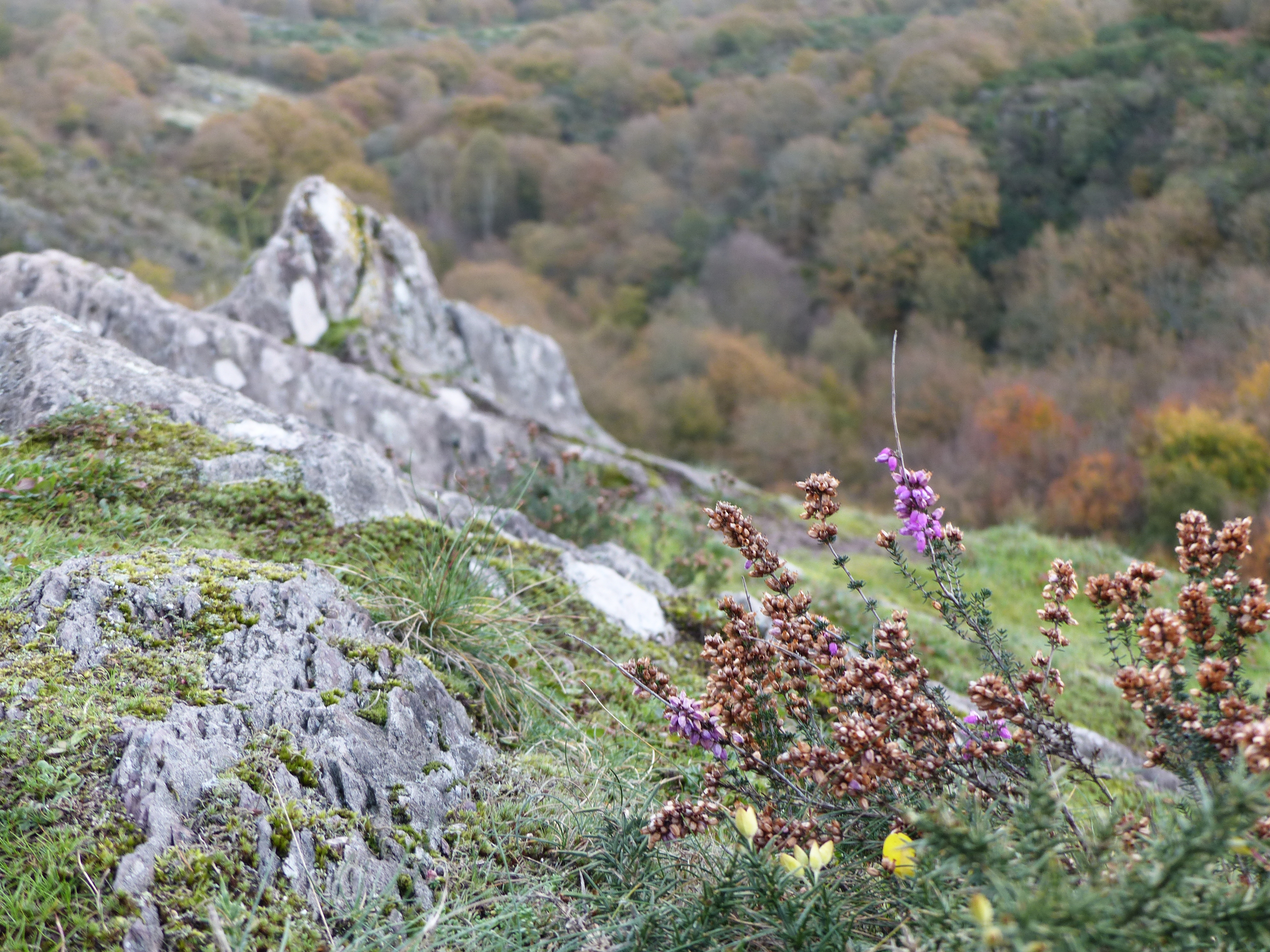
Vue générale du Val sans retour depuis les crêtes.

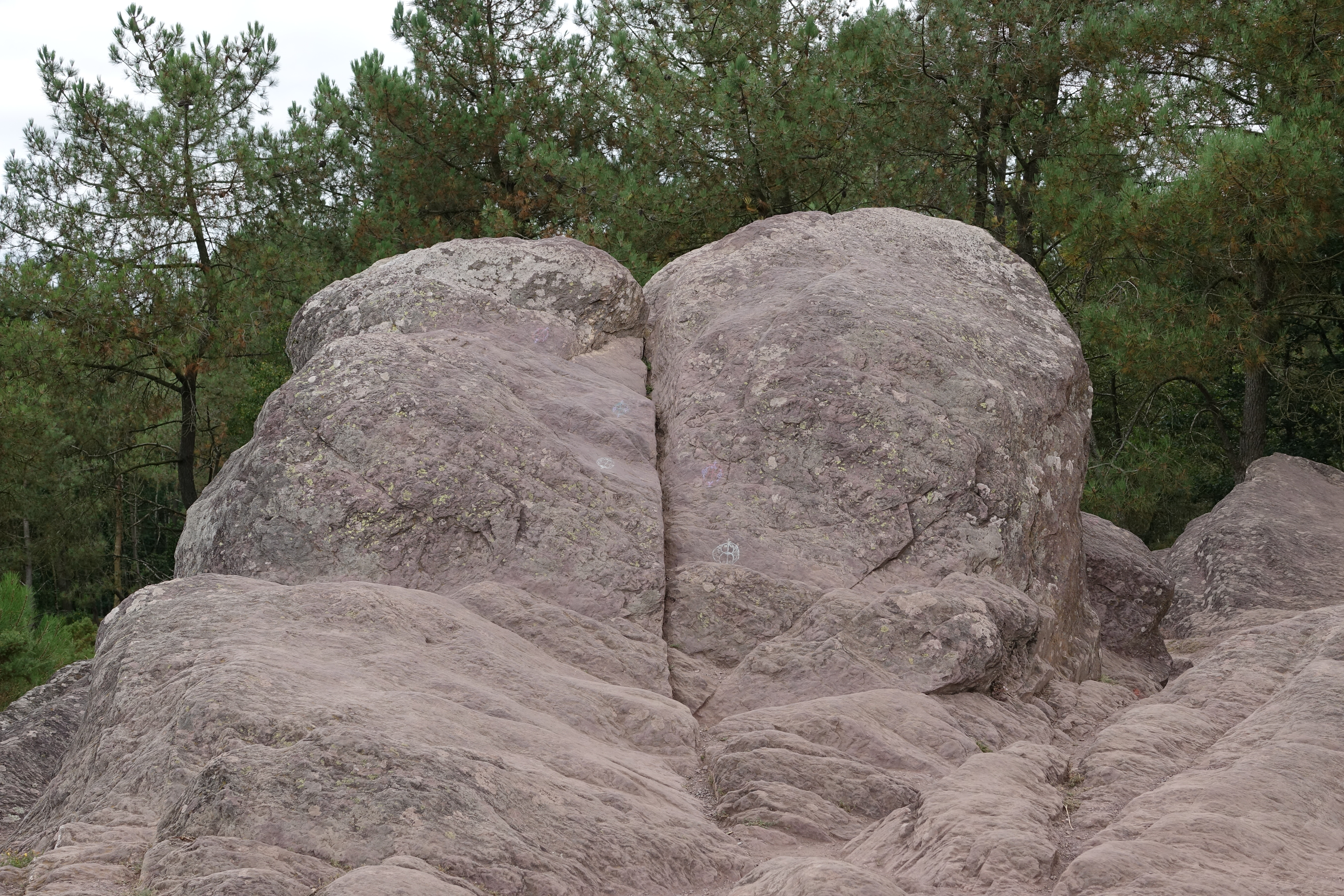
Le rocher des faux amants.

L'entrée du Val sans retour est située près de la commune de Tréhorenteuc, en Morbihan (56), le site étant indissociable de ce village. Le Val sans retour appartient toutefois officiellement au territoire de la commune de Paimpont, département d'Ille-et-Vilaine (35). C'est un prolongement naturel du massif forestier de Paimpont. Cette vallée encaissée est entourée de crêtes, d'où affleure le schiste rouge. Surnommées « schiste pourpre » ou « lie de vin » en raison de la présence d'hématite, ces roches se sont formées voici 465 millions d'années, durant l'Ordovicien. Elles sont typiques de la région.

#### Protection, faune et flore

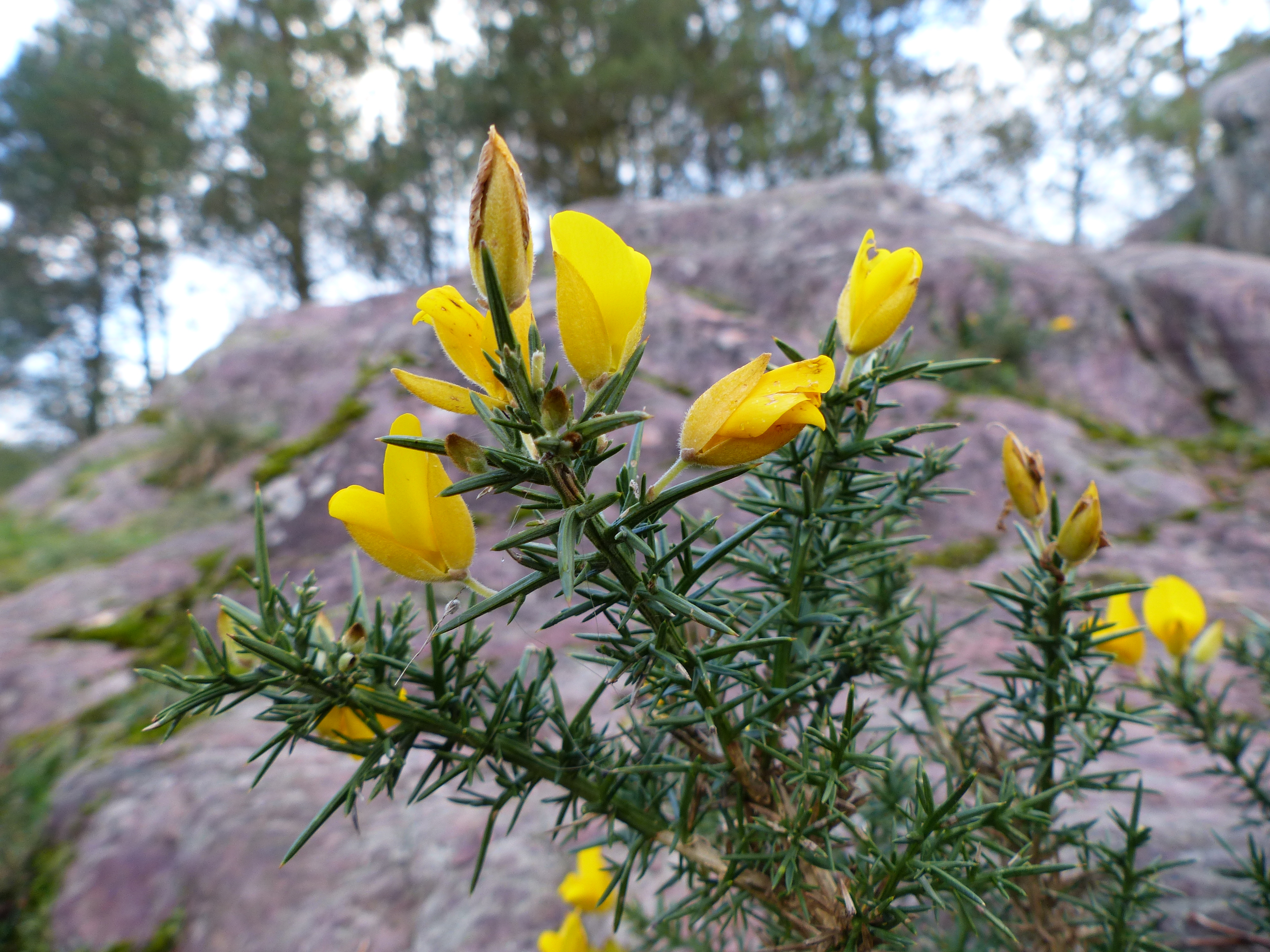
Ajoncs (Ulex europaeus), l'une des espèces végétales présentes dans le Val sans retour.

Le Val sans retour est couvert en tant que zone naturelle d'intérêt écologique, faunistique et floristique : une fois pour la zone du ruisseau, et une seconde fois par la forêt de Paimpont. C'est aussi un site Natura 2000. L'ensemble garde des stigmates des différents incendies qui l'ont touché au XXe siècle, certainement favorisés par la présence de résineux. La végétation s'y compose de chênes et de pins, avec une alternance de landes rocheuses et de parties boisées. La lande compte des ajoncs, genêts, Callunes, asphodèles, Bruyères cendrées et bruyères à quatre angles. Les insectes sont représentés par des capricornes, guêpes, abeilles, bourdons, papillons Vulcains, Paons-du-jour, Petites tortues, piérides et Citrons.
Le site héberge une grande variété d'oiseaux, principalement des passereaux (Pinson des arbres, Troglodyte mignon, Pouillot véloce, gobemouche, rossignol, Grive draine, Grive litorne, Fauvette pitchou, Roitelet huppé, rouge-gorge, verdier, Fauvette à tête noire, Merle noir, Corneille noire, Mésange charbonnière, Mésange noire, Mésange nonnette et Mésange bleue). Il compte aussi quelques Pics épeiche, des Accenteurs mouchets et des rapaces, tels que la buse et l'épervier.

#### Légendes
La légende contée localement reprend en grande partie celle du Lancelot-Graal. Morgane a créé ce Val sous le coup de la colère amoureuse, après avoir vu son amant Guyomard dans les bras d'une autre. Par magie, elle le sépare de la femme et les pétrifie tous deux à quelques mètres l'un de l'autre, les changeant en deux rochers qui ne pourront plus jamais se rejoindre. Les autres amants infidèles qui pénètrent dans le Val se trouvent incapables d'en sortir et finissent par y mourir de langueur et de plaisir en compagnie de fées. Lancelot, passant à proximité, rencontre une jeune femme triste qui a perdu son amant après lui avoir demandé d'entrer dans le Val pour savoir s'il lui était fidèle. Il affronte Morgane, et lève la malédiction du Val,. Le Val sans retour (précisément, à l'Hotié de Viviane) serait aussi le lieu où la fée Viviane retient l'enchanteur Merlin dans sa « prison d'air » (le tombeau de Merlin est, par contre, sur un autre site).

#### Miroir aux fées

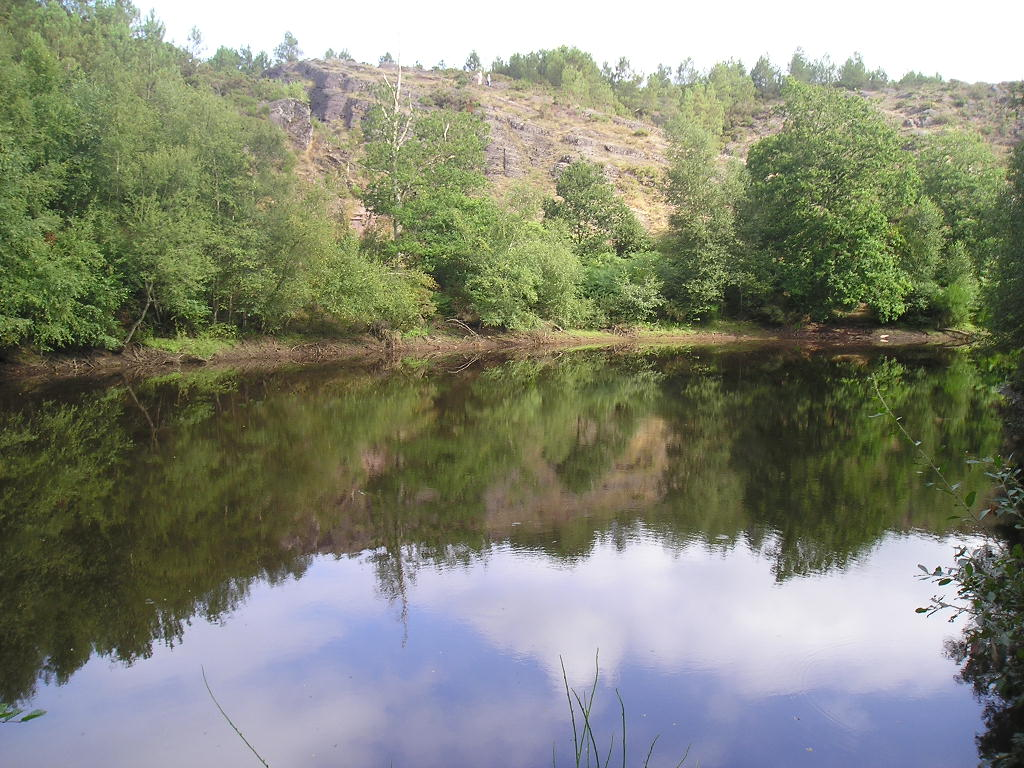
Le lac dit « miroir aux fées » marque l'entrée du Val sans retour.

Le site du Val sans retour commence au lac du « miroir aux fées », dit aussi « lac de Morgane ». Le nom de « Miroir des Fées » lui est donné en 1913 par le marquis de Bellevüe en raison de la densité de la forêt qui l'entoure, empêchant le vent d'y passer, laissant la surface de l'eau complètement immobile mais de Bellevüe ne précise pas à quel épisode littéraire il rattache le lac aux fées. Il correspond à l'un des quatre étangs qui servaient à l'alimentation du moulin de la vallée, les digues des trois autres étangs ayant été éventrées pour faciliter le passage d'engins de débardage. Dans un but de constituer une réserve en cas d'incendie, l'Association de sauvegarde du Val sans Retour réalise en 1988 la remise en eaux de l'étang supérieur.

#### Arbre d'Or
L'Arbre d'Or est proche du miroir aux fées, à l'entrée du Val. Cette œuvre offerte par le sculpteur meusien François Davin, et tous les bénévoles (plus de 250) qu'il a pu réunir autour de lui. Parmi ceux-ci, les Ateliers de dorure Gohard qui ont doré l'Arbre central gracieusement au Festival des Métiers d'Art de Reviers lequel a offert toutes les feuilles d'or. Malgré cela, on tente de faire croire qu'il a couté à la communauté, "au contribuable" environ 400 000 francs. Il consiste en un tronc de châtaignier recouvert de 5 000 feuilles d'or (soit 40 g d'or). Cet arbre symbolique au cœur d'une aire de petites pierres levées, est entouré de cinq autres arbres, noircis. Il est installé le 10 août 1991, avec le concours de différents organismes (dont l'association de sauvegarde du Val sans Retour et le centre de l'imaginaire arthurien), après l'incendie de septembre 1990 qui avait détruit près de 500 hectares, notamment sur les crêtes. Avec sa découpe en forme de bois de cerf, cet arbre symbolise la renaissance et l'immortalité de la forêt et de la nature, mais aussi « la bêtise humaine souvent à l'origine des catastrophes naturelles ». Il est rapidement devenu une attraction populaire,.
Une légende entoure désormais cette œuvre. Elle raconte que dans la forêt se trouvait un arbre d'or sur lequel des feuilles poussaient chaque nuit. Ces feuilles étaient collectées par des lutins qui les utilisaient pour fabriquer une potion magique destinée à soigner les arbres abîmés. Un jour, une jeune fille nommée Henriette aperçut l'arbre et le toucha, et fut transformée en arbre noir. Trois de ses amis, partis à sa recherche, trouvèrent l'arbre d'or, le touchèrent et furent eux aussi transformés en arbre noir. Le lendemain matin, les lutins vinrent cueillir les feuilles d'or et furent aussitôt transformés en pierres. Depuis cette date, les feuilles d'or ne poussent plus. On dit qu'il faudrait qu'un enfant trouve le secret de la potion magique pour conjurer le maléfice.

#### Moulin de la vallée
Le moulin de la vallée est lui aussi situé à l'entrée du Val. Construit en 1629, il reste en service jusque dans les années 1930. Au XIXe siècle, son utilisation est épisodique. Il est restauré à l'orée du XXe siècle, et se fait renommer « moulin de Viviane » dans les années 1920, mais ce nom ne perdure pas. Dans les années 1980, ce petit édifice est en ruines. Un projet touristique de création de bar-crêperie est proposé, puis abandonné. L’Association de sauvegarde du Val sans Retour acquiert le moulin, son étang et 7 800 m2 de terrains attenants en 1999.

#### Siège de Merlin

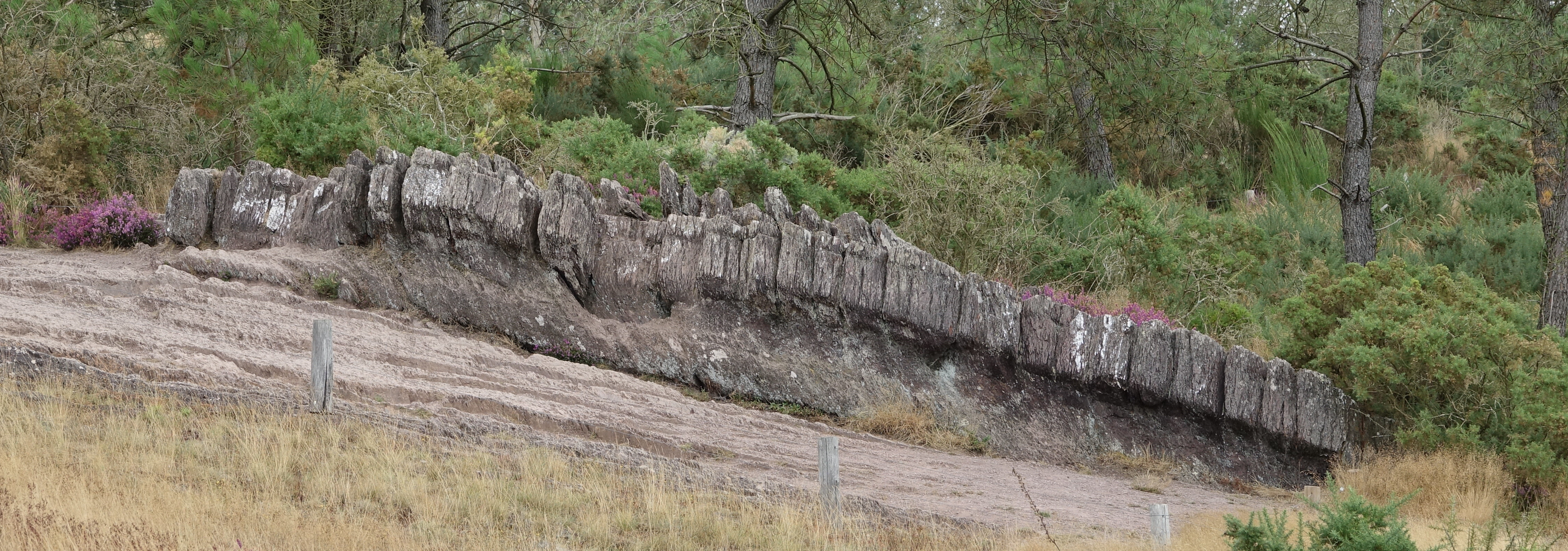
Le "siège de Merlin".

Le siège de Merlin est également nommé la « roche dentelée ». Il s'agit d'une roche érodée sur la lande qui surplombe le Val sans retour. D'après la légende locale, l'enchanteur Merlin venait s'y asseoir pour méditer ainsi qu'a veiller sur le val sans retour. L'emplacement du « siège de Merlin » a été défini dès les années 1850. Il a souffert de l'incendie de 1990, la chaleur ayant failli le faire exploser.

#### Hotié de Viviane

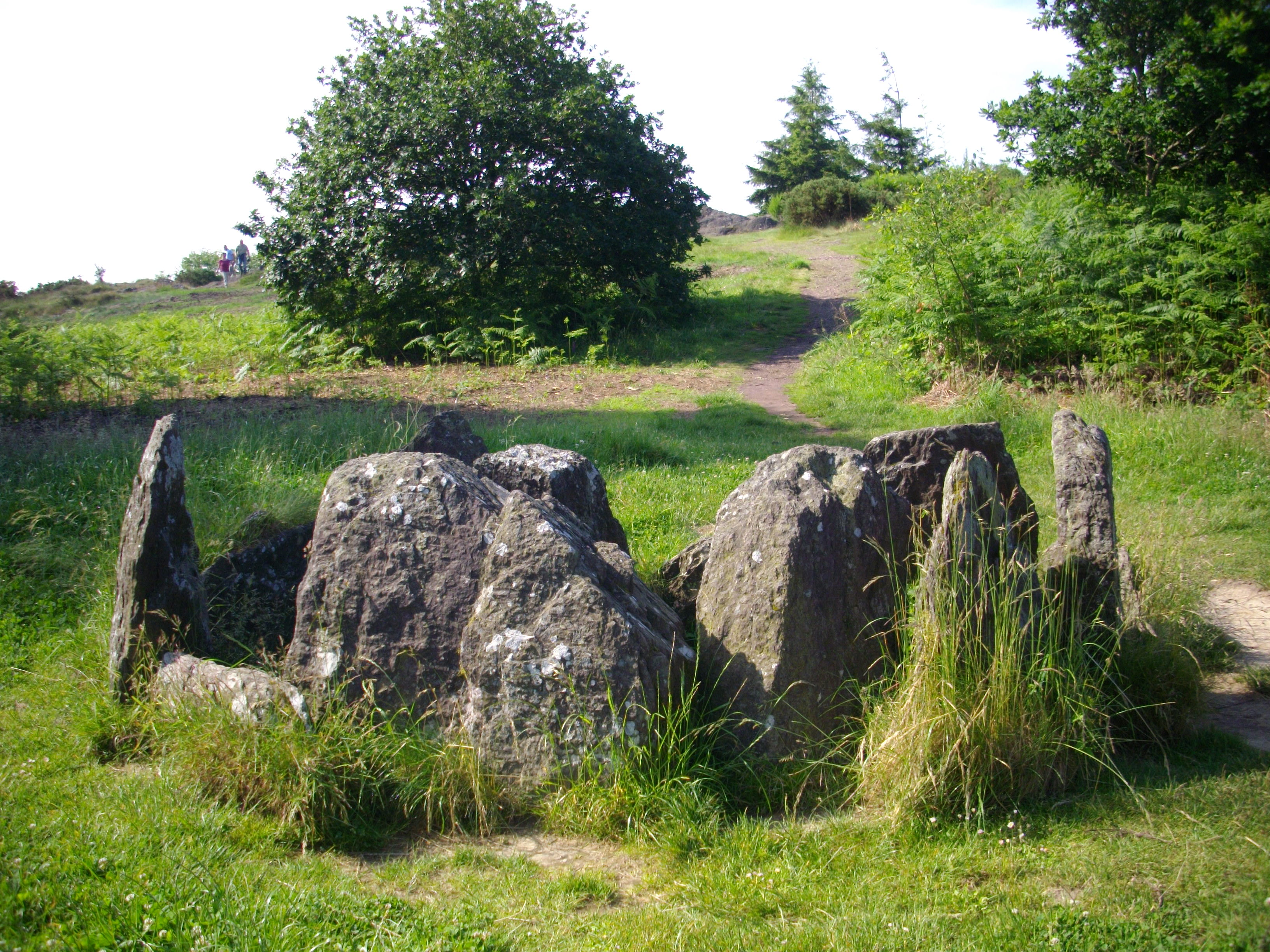
Hotié de Viviane

L'hotié de Viviane (ou hostié, soit hôtel, maison de Viviane), situé près de Paimpont (35), est également nommé « Tombeau des druides ». C'est un mégalithe, daté de 3 355  à   2 890 av. J.-C., où la fée Viviane aurait eu coutume de se réfugier. Comme pour le siège de Merlin, Blanchard de la Musse définit son caractère légendaire en citant « la fée Viviane maintenant séparée de son époux ». De nombreux auteurs le rappellent, dont Pierre Saintyves : « Ce serait dans ce château de pierre que la fée retiendrait enchaîné Merlin, sur la colline du Val-sans-Retour, au milieu des bois et des rochers » et Jean Markale : « À moins que la tour d'air invisible où Merlin est enfermé ne soit tout bonnement cet Hostié de Viviane […] ».

## Témoignages et culture populaire

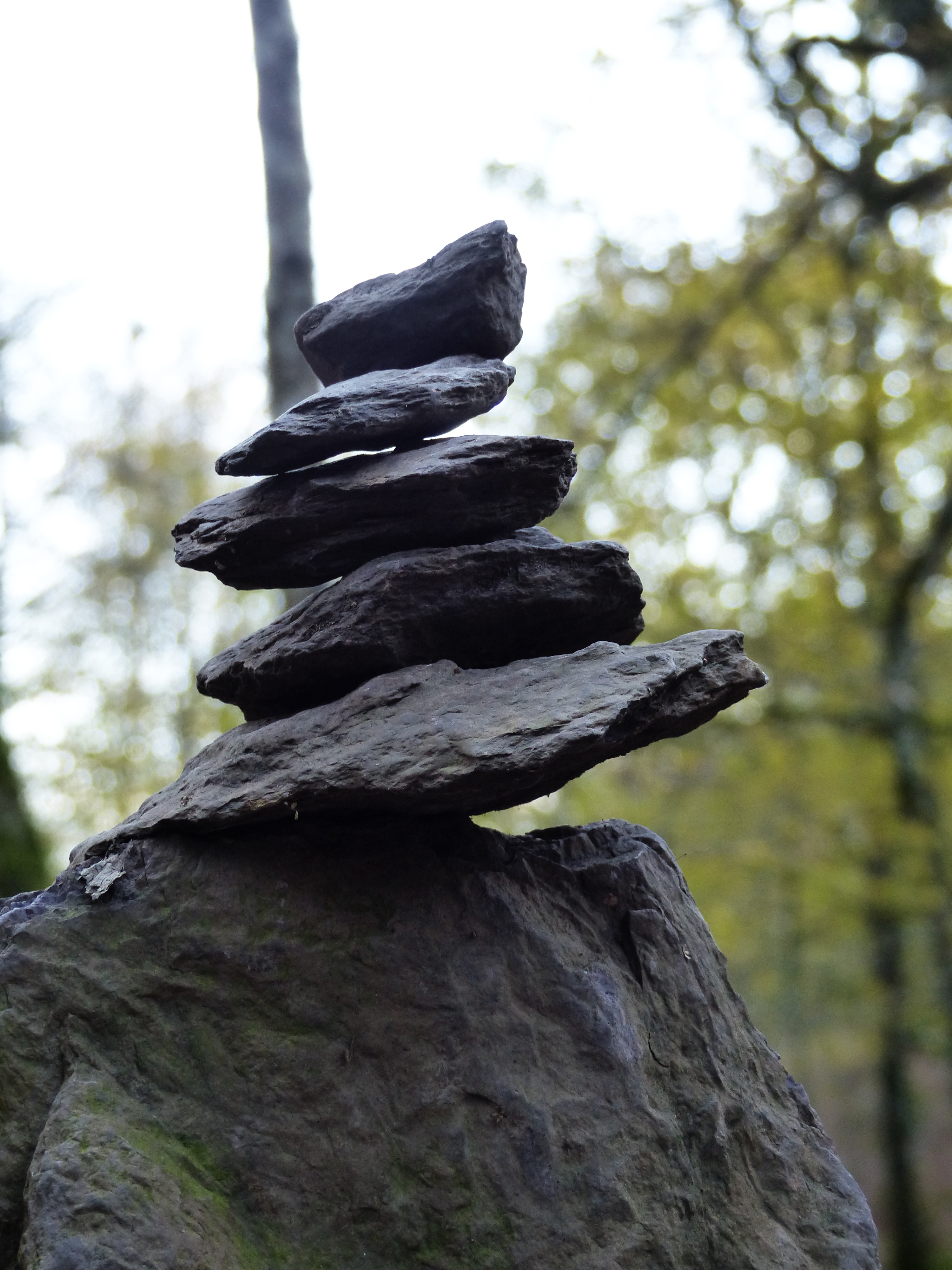
Land art dans le Val sans retour, automne 2017.

Le Val sans retour est cité par des personnes qui l'ont traversé, notamment pour sa forte sensation de présence spirituelle. Ainsi, le philosophe et naturaliste Yves Paccalet parle d'une « sensation de s'enfoncer vers un destin qu'on ne maîtrise plus », et du « retour en mémoire des récits de voyageurs qui ne retrouvèrent plus leur chemin dans ce dédale ». Jean Markale fait de même dans son Guide spirituel de la forêt de Brocéliande, où il loue l'aspect sauvage du lieu, le dédale de sentiers qui s'y croisent, rappelant qu'il est facile de s'y perdre. Il insiste sur l'importance que le Val revêt pour lui (en termes de magie, druidisme, etc.) dans son autobiographie, Mémoires d'un Celte. Il a d'ailleurs monté un spectacle de théâtre autour du récit du Val sans retour, joué notamment au Festival interceltique de Lorient en 1983. Paul Morand parle avec emphase de la « jolie excursion » qu'il fit dans le Val. Comme tous les sites de la légende arthurienne en Bretagne, le Val sans retour entretient aussi un sentiment d'appartenance celtique parmi les Bretons qui le parcourent,.
Le Val figure dans différentes œuvres y compris en dehors de Bretagne, comme le livre jeunesse Alma au Val sans retour des Québécois Diane Groulx et Jean Morin. En 1997, Jacky Ealet, habitant de Tréhorenteuc, publie un recueil de contes originaux inspirés par ce lieu. Des poèmes citent le Val sans retour, entre autres les haïkus de l'écrivain et journaliste Pierre Tanguy. Dans le roman d'Édouard Brasey Les lavandières de Brocéliande, le Val sans retour est le lieu où les jeunes réfractaires au service du travail obligatoire se réunissent pour organiser la résistance. L'auteur de romans noirs Frédéric Paulin raconte dans Les pendus du Val-sans-retour une histoire de meurtre.

### Note
1. ↑  La Douloureuse Tour est un lieu où le géant Carados retient plusieurs chevaliers et les torture, notamment dans sa « chartre pleine de reptiles ».
2. ↑  La rivière symbolise généralement une frontière entre notre monde et l'Autre Monde, celui des fées et des enchantements. Voir CUER-MA « L'eau au Moyen âge » (février 1984) .
3. ↑  M. Cayot Delandre cite le Val sans retour dans le chapitre consacré à Tréhorenteuc, dans le livre Le Morbihan, son histoire et ses monuments paru en 1847. Le Dictionnaire historique et géographique de la province de Bretagne, paru en 1853, place le Val sans retour près de Tréhorenteuc et non plus de Paimpont.
4. ↑  On peut voir les ruines de ce moulin contre la digue de cet étang inférieur, restaurée de 1981 à 1983.

#### Études
- Alexandre Micha, Essais sur le cycle du Lancelot-Graal, vol. 179 : Publications romanes et françaises, Genève, Droz, 1987, 317 p. (ISBN 2-60002869-2 et 978-2-60002869-1)
- Marcel Calvez, « Druides, fées et chevaliers dans la forêt de Brocéliande : de l'invention de la topographie légendaire de la forêt de Paimpont à ses recompositions contemporaines », Festival international de géographie. Programme scientifique, Saint-Dié-des-Vosges,‎ 2010 (lire en ligne [PDF])
- Institut culturel de Bretagne, « L'invention du Val sans retour », dans Du folklore à l'ethnologie en Bretagne : 1er Colloque d'ethnologie bretonne, Riec-sur-Bélon, 27-29 octobre 1988, Beltan, 1989, 320 p. (ISBN 2-905939-14-1 et 978-2-905939-14-2, BNF 36638938)
- Laurence Harf-Lancner, « Le val sans retour ou la prise du pouvoir par les femmes », dans Amour, mariage et transgressions au moyen âge, Göppingen, Kümmerle Verlag, 1984, p. 185-193
- Richard Trachsler, Clôtures du cycle arthurien : étude et textes, vol. 215, Genève, Droz, coll. « Publications romanes et françaises », 1996, 570 p. (ISBN 2-600-00154-9 et 978-2-600-00154-0, BNF 35851746)
- (en) Carolyne Larrington, King Arthur's Enchantresses : Morgan and Her Sisters in Arthurian Tradition, I. B. Tauris, 2006, 264 p. (ISBN 1-84511-113-3 et 978-1-84511-113-7, BNF 40213583)

#### Récits de voyage et témoignages
- Dr J. Foulon Ménard, « La tradition de Merlin dans la forêt de Brocéliande », Mélanges historiques, littéraires, bibliographiques. Publiés par la société des bibliophiles bretons, t. 1,‎ 1878, p. 3-21 (lire en ligne)
- Yves Paccalet, Mes plus belles balades en France : 100 itinéraires sauvages, JC Lattès, coll. « Essais et documents », 2001 (ISBN 2-7096-2191-6 et 978-2-7096-2191-5, BNF 37635585)
- Jean Markale (photogr. Môn Rigole), « Le val sans retour », dans Guide spirituel de la forêt de Brocéliande, Monaco, Éditions du Rocher, coll. « Conscience de la terre », mai 1996, 169 p. (ISBN 2-268-02252-8 et 978-2-268-02252-9, BNF 36161066)
- Jacky Ealet, Tréhorenteuc en Brocéliande, Les oiseaux de papier, coll. « De Brocéliande à… », 2008 (ISBN 978-2-916359-28-1)